# Сауинши (Айтейський сільський округ)
Сауинши́ (каз. Сауыншы) — село у складі Карасайського району Алматинської області Казахстану. Входить до складу Айтейського сільського округу.
Населення — 686 осіб (2021; 246 у 2009, 117 у 1999, 89 у 1989).